# ＃6 DREAM
『#6 DREAM』は、1987年3月5日に発売されたTHE GOOD-BYEの6作目のオリジナルアルバムである。発売元はビクター音楽産業（現：JVCケンウッド・ビクターエンタテインメント）。

## 収録曲

### LP

#### SIDE A
1. Overture 〜浪漫幻夢（Romantic Game）［6:22］
Overture - 作曲：曾我泰久、小野沢篤
浪漫幻夢（Romantic Game） - 作詞：野村義男／作曲：曾我泰久
2. Lonely Night［4:30］
作詞・作曲：曾我泰久
3. Dear Winston［2:08］
作詞：野村義男／作曲：曾我泰久
4. Mass-Communication［3:29］
作詞・作曲：加賀八郎
5. NUDE［5:25］
作詞・作曲：野村義男

#### SIDE B
1. #6 Dream［1:58］
作詞・作曲：曾我泰久
2. のぞいてFeel Me Touch Me［4:12］
作詞：野村義男／作曲：曾我泰久・P. Willson／ストリングスアレンジ：小林信吾
3. JAMAICA野郎［4:08］
作詞：野村義男・加賀八郎／作曲：衛藤浩一
4. CHECK it Out［3:22］
作詞・作曲：野村義男
5. #6 Dream (Reprise) 〜Telephone Service［3:47］
#6 Dream (Reprise) - 作曲：曾我泰久
Telephone Service - 作詞・作曲：THE GOOD-BYE
6. Into Dreams［3:02］
作詞：衛藤浩一／作曲：衛藤浩一、P. Willson

### CD リマスター盤
- 2004年9月22日発売。
- 「Into Dreams」の後、前述の通りボーナストラックとして2曲が追加収録された[1]。

1. Overture 〜浪漫幻夢（Romantic Game）
2. Lonely Night
3. Dear Winston
4. Mass-Communication
5. NUDE
6. #6 Dream
7. のぞいてFeel Me Touch Me
8. JAMAICA野郎
9. CHECK it Out
10. #6 Dream (Reprise) 〜Telephone Service
11. Into Dreams

#### ボーナス・トラック
1. We All Shine On［4:24］
2. First time［1:54］